# Rede Amazônica Tabatinga
Rede Amazônica Tabatinga foi uma estação de televisão brasileira com sede em Tabatinga, cidade do estado de Amazonas. Operava no canal 4 VHF analógico e era afiliada à TV Globo. Pertencia ao Grupo Rede Amazônica.

## História

### TV Tabatinga (1978-2015)
A TV Tabatinga foi inaugurada em janeiro de 1978, em uma cerimônia que contou com a presença do bispo da Diocese de Letícia (cidade colombiana vizinha onde o sinal da nova estação chegaria) e o padre Alcimar Magalhães, além do então ministro das Comunicações Quandt de Oliveira e o fundador da estação, o jornalista Philippe Daou.
Inicialmente, a emissora tinha concessão em Benjamin Constant, devido ao fato de que até 1983, a localidade de Tabatinga ainda fazia parte daquele município. A emissora foi autorizada pelo Ministério das Comunicações em caráter excepcional, considerando as dificuldades de instalação de estações retransmissoras convencionais na região norte do país.
Assim como as demais emissoras da Rede Amazônica no estado, a TV Tabatinga iniciou suas atividades como uma afiliada da Rede Bandeirantes, retransmitindo a programação através de fitas gravadas em Manaus pela TV Amazonas devido à falta de satélite. Em 1986, com a transição da Rede Globo entre a TV Ajuricaba e a TV Amazonas, a estação também deixou a Bandeirantes e tornou-se afiliada à rede carioca.
Em 31 de março de 1997, a TV Tabatinga recebeu do Ministério das Comunicações a autorização oficial para operar no canal 4 VHF do município de Tabatinga, 14 anos após a emancipação político-administrativa da cidade. Em 2004, com o objetivo de ampliar a participação do jornalismo da emissora, foi a segunda da Rede Amazônica a receber equipamentos para envio de matérias via internet para a TV Amazonas, após a TV Manacapuru.
Na noite do dia 7 de julho de 2011, uma equipe da TV Tabatinga foi a única a registrar a queda de um meteoro, que pôde ser vista por moradores dos municípios de Tabatinga e Santa Isabel do Rio Negro. As imagens tiveram repercussão nacional e chegaram a ser exibidas na edição do dia seguinte pelo Jornal Hoje, da Rede Globo.
Em 19 de março de 2012, o Ministério Público Eleitoral do Amazonas pediu à Justiça Eleitoral do estado que a TV Tabatinga fosse intimada a interromper a exibição de propagandas da Prefeitura de Tabatinga, sob pena de multa diária. O órgão entendeu que as peças, nas quais o prefeito Saul Nunes aparecia apresentando realizações da sua gestão, se enquadrariam em propaganda eleitoral antecipada para as eleições municipais daquele ano na cidade, e pediu a condenação do gestor pela veiculação da publicidade.

### Rede Amazônica Tabatinga (2015-2021)
No dia 3 de janeiro de 2015, a exemplo das demais estações da rede, a emissora deixou de se chamar TV Tabatinga, passando a utilizar a denominação Rede Amazônica Tabatinga. Em 27 de abril de 2020, um criminoso invadiu as instalações da emissora e furtou a câmera filmadora utilizada pelo videorrepórter Rôney Elias.
Em 22 de outubro de 2021, a Rede Amazônica Tabatinga teve seu departamento comercial (que seguiu sediado em Benjamin Constant mesmo após a mudança da  cidade de concessão da estação) encerrado pela Rede Amazônica. O fato caracterizou a extinção da emissora, que se tornou uma repetidora da Rede Amazônica Manaus. O repórter Rôney Elias seguiu atuando na região do Alto Solimões como correspondente.

## Sinal digital
A TV Tabatinga foi autorizada a operar no sinal digital através do canal 15 UHF em 16 de maio de 2012. A estação, no entanto, encerrou as atividades sem iniciar as transmissões na tecnologia.

## Programas
Além de retransmitir a programação nacional da TV Globo e estadual da Rede Amazônica Manaus, a Rede Amazônica Tabatinga inseria comerciais locais.

## Equipe

### Membros antigos
- Rôney Elias[14]